# Aderpas obliquefasciatus
Aderpas obliquefasciatus är en skalbaggsart som beskrevs av Stefan von Breuning 1974. Aderpas obliquefasciatus ingår i släktet Aderpas och familjen långhorningar. Inga underarter finns listade i Catalogue of Life.